# Aurélio Martins
Aurélio Pires Quaresma Martins, né le 24 novembre 1966 à São Tomé à Sao Tomé-et-Principe, est un journaliste, homme d'affaires et homme politique santoméen, membre du Mouvement pour la libération de Sao Tomé-et-Principe – Parti social-démocrate (MLSTP-PSD).
Il est élu Figura do Ano (« Santoméen de l'année ») en 2007, 2008 et 2009 puis se présente à l'élection présidentielle de 2011 pour le MLSTP-PSD, qu'il ne remporte pas.

## Biographie
Aurélio Martins commence sa carrière de journaliste en travaillant à la Radio nationale (Rádio Nacional) de Sao Tomé-et-Principe entre 1984 et 1985 puis à la Radio nationale d'Angola de 1999 à 2007. Aussi homme d'affaires, il est le chef de la société de construction et de sécurité Gibela Group et président de la Fondation Aurélio Martins,.
Durant sa jeunesse, Martins est actif dans le mouvement de jeunesse du Mouvement pour la libération de Sao Tomé-et-Principe – Parti social-démocrate, la Juventude do MLSTP, avant de devenir représentant du parti à Luanda, la capitale angolaise. Élu député dans le district de Lobata en 2006 puis réélu quatre ans plus tard, il est président de la Commission des droits de la personne, de la citoyenneté et de l'égalité des sexes à l'Assemblée nationale.
Le 15 janvier 2011, il est élu président du MLSTP-PSD lors d'un congrès ordinaire. Il le représente à l'élection présidentielle de 2011,, mais sans succès. Il n'obtient que 4,06 % des suffrages — le plus faible score qu'est jamais connu le parti —, face à Manuel Pinto da Costa, ancien président du MLSTP.
Aurélio Martins est réélu à son poste de président en janvier 2016, mais est suspendu le 3 mai 2018 pour « trahison ». Il ne se représente pas, et c'est Jorge Bom Jesus qui lui succède.
Il se porte candidat à l'élection présidentielle de 2021, sans toutefois passer par la procédure d'investiture de son parti.